# Leo Fahey
Leo Fabian Fahey (ur. 21 lipca 1898 w Bay St. Louis, Missouri, zm. 1 kwietnia 1950) – amerykański duchowny katolicki, biskup-koadiutor Baker City w latach 1948-1950.

## Życiorys
Święcenia kapłańskie otrzymał 29 maja 1926 i inkardynowany został do ówczesnej diecezji Natchez. Był proboszczem parafii NSPJ w Hattiesburgu.
18 marca 1948 papież Pius XII mianował go koadiutorem biskupa Baker City Josepha McGratha cum iure successionis (z prawem następstwa). Od roku 1949 chorował co doprowadziło do przedwczesnej śmierci. Zmarł dwa tygodnie przed bp. McGrathem, którego miał być następcą.